# Kohila
Kohila è un comune rurale dell'Estonia centrale, nella contea di Raplamaa. Il centro amministrativo è l'omonima cittadina (in estone alev).

## Località
Oltre al capoluogo, il comune comprende due borghi (in estone alevik), Hageri e Prillimäe, e 20 località (in estone küla):
Aandu - Adila - Aespa - Angerja - Hageri - Kadaka - Lohu - Loone - Lümandu - Masti - Mälivere - Pahkla - Pihali - Pukamäe - Põikma - Rabivere - Rootsi - Salutaguse - Sutlema - Urge - Vilivere

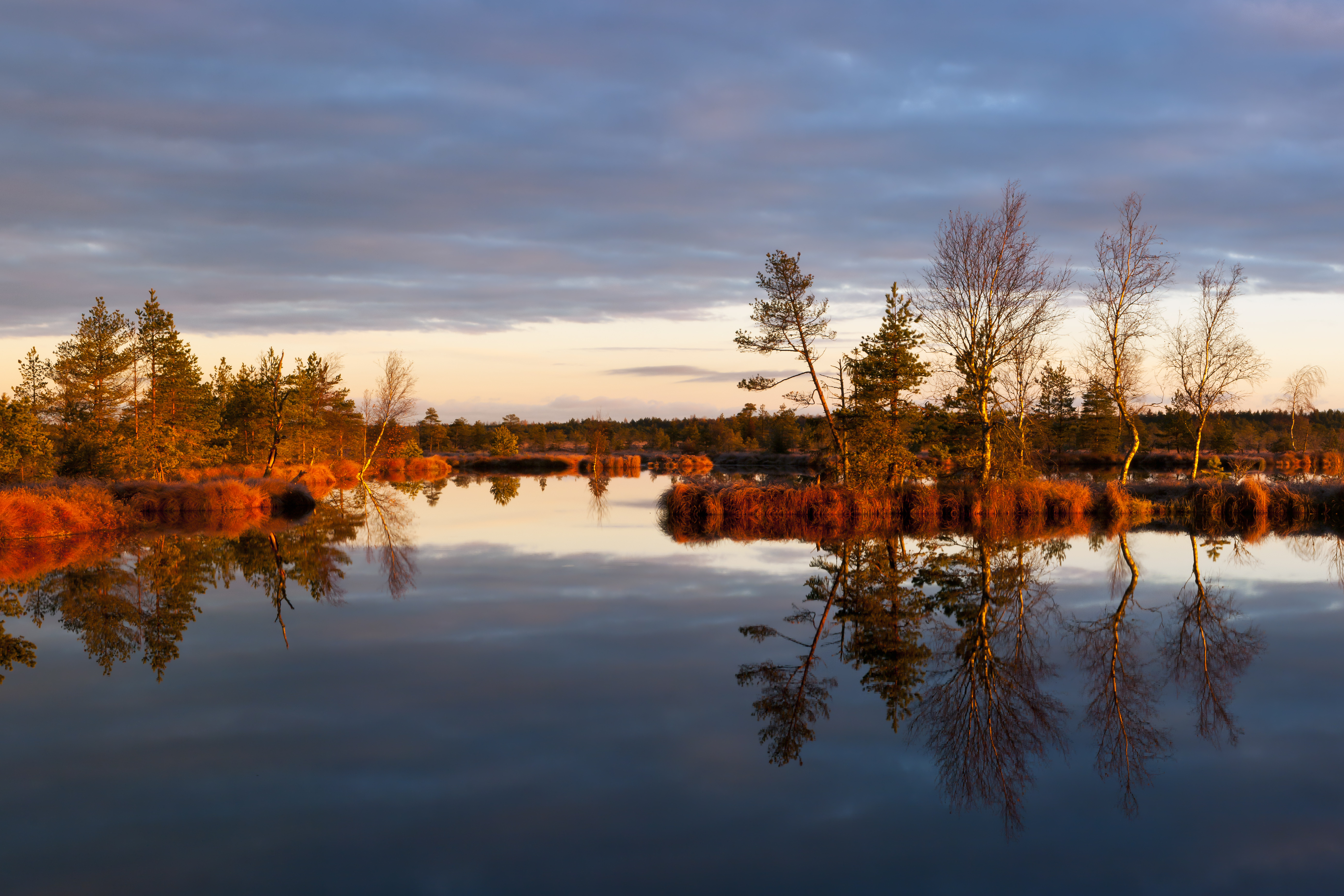
Rabivere
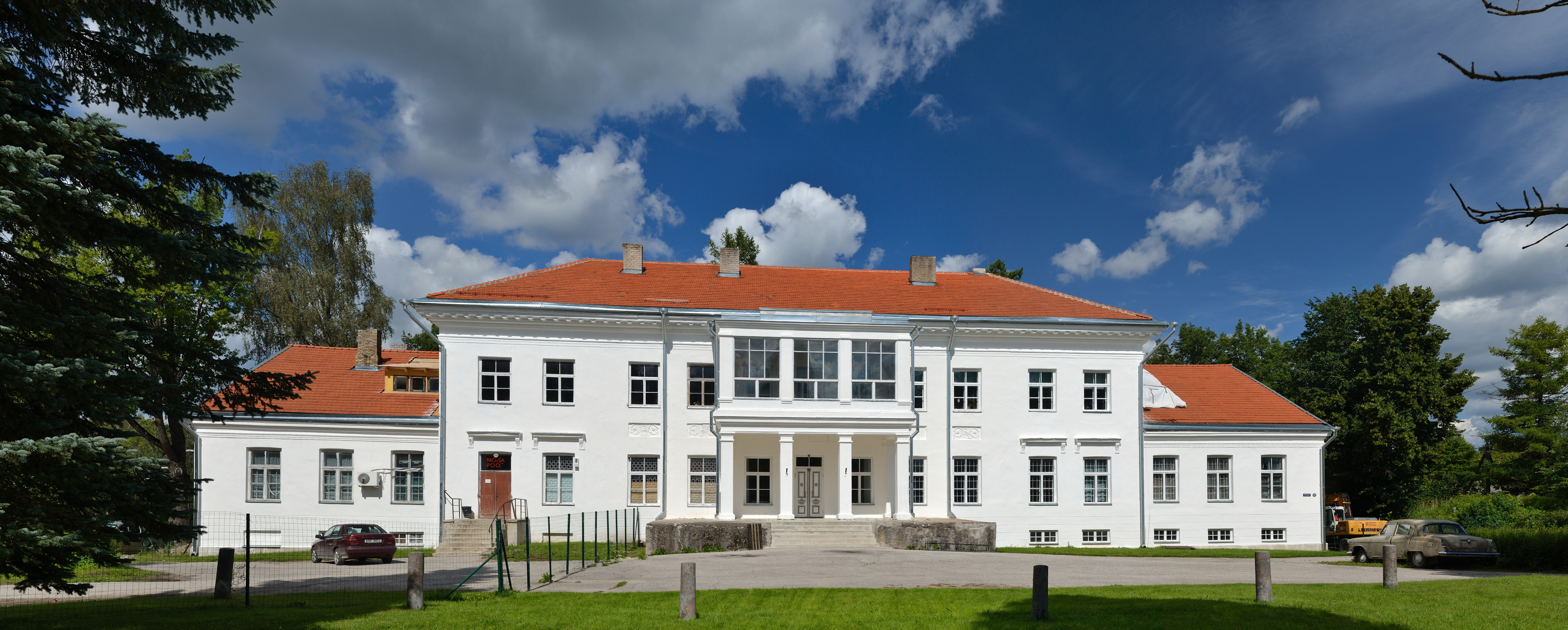
Kohila
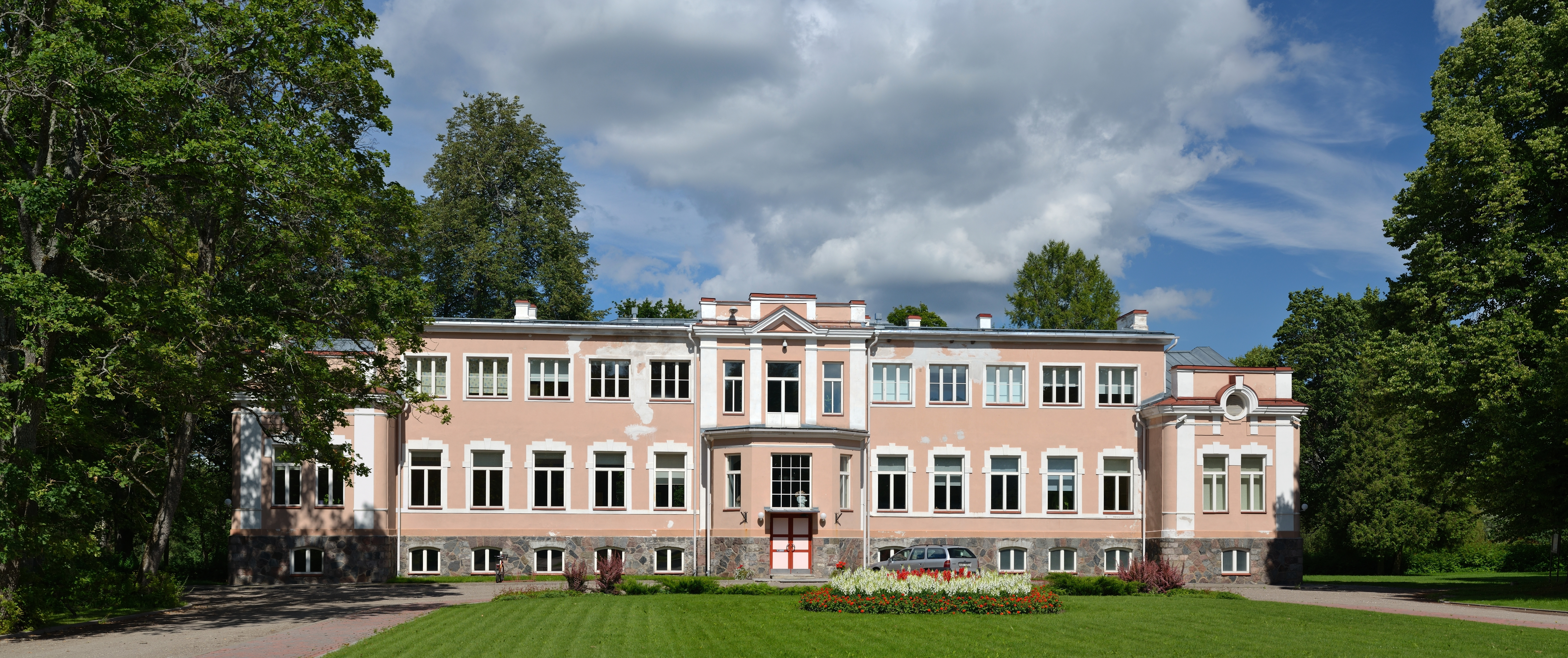
Tohisoo
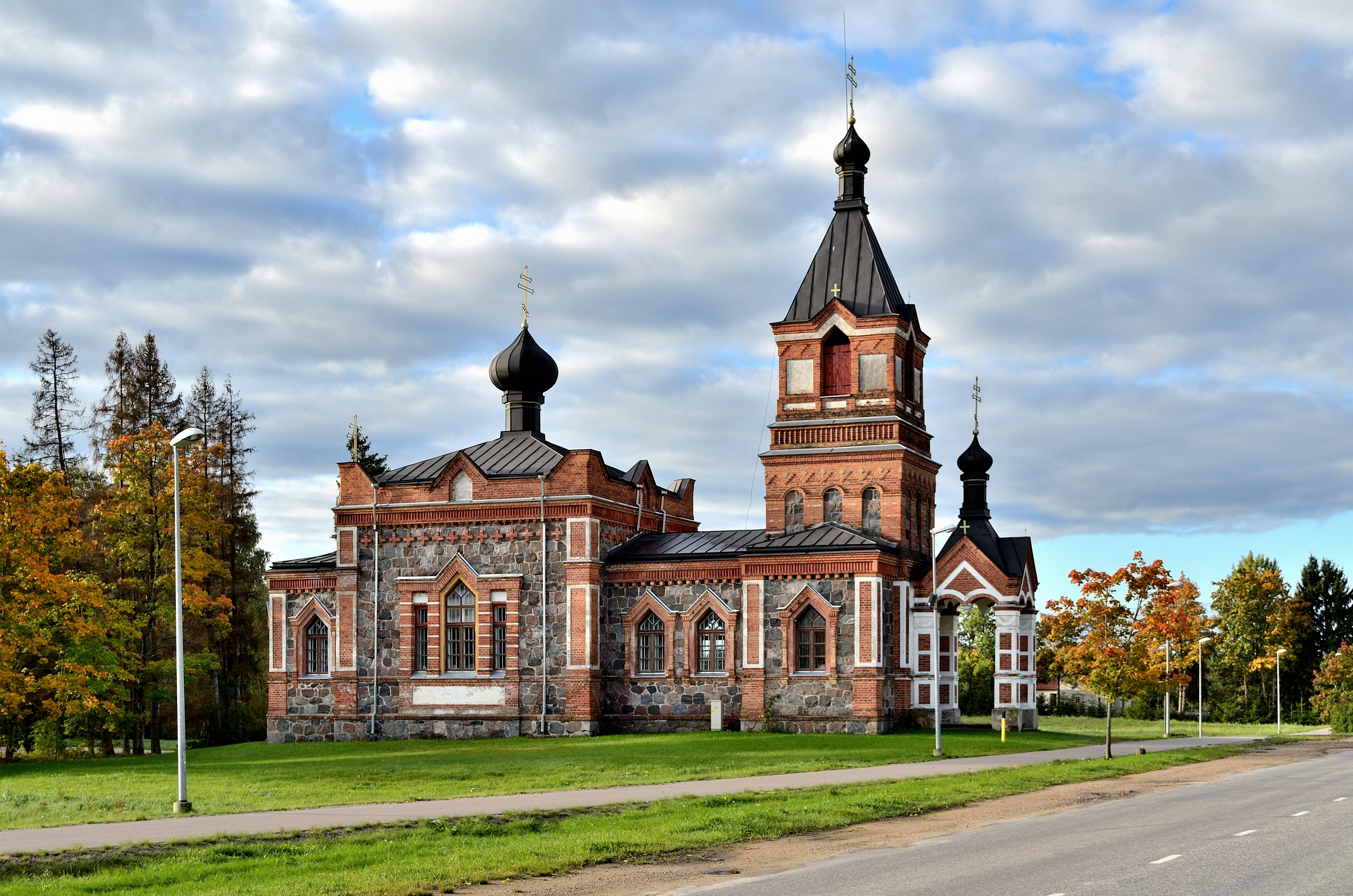
Kohila
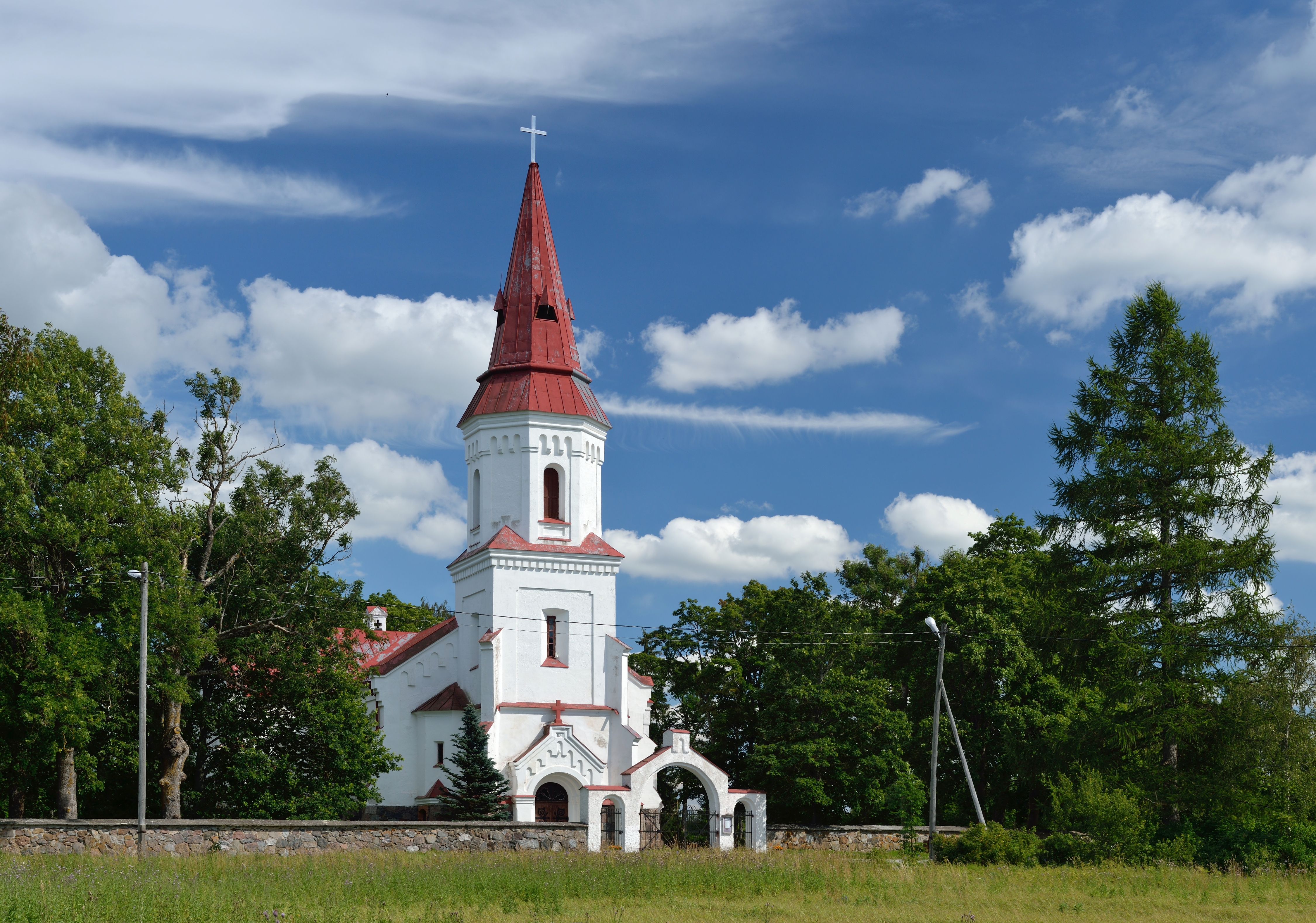
Hageri
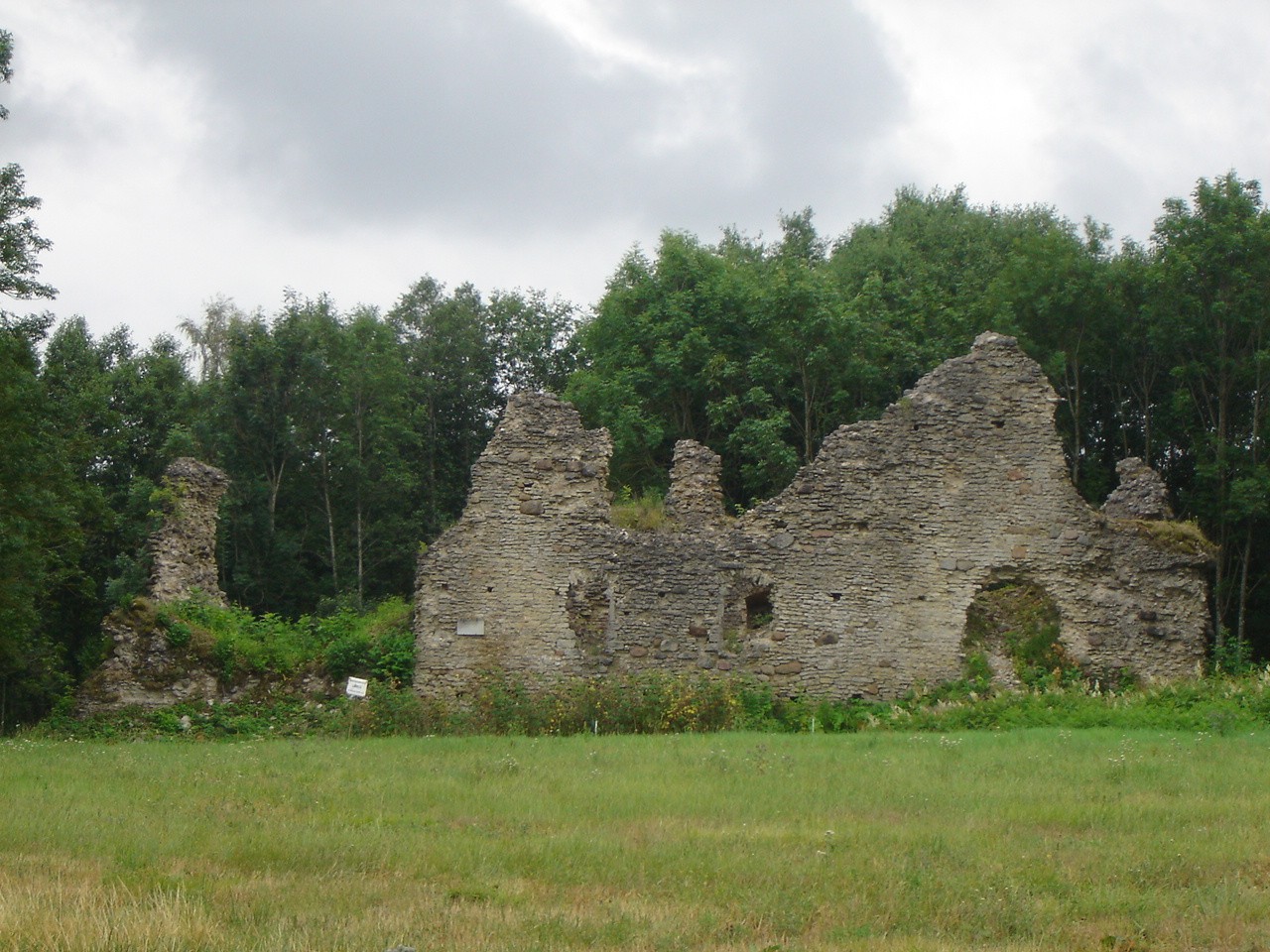
Angerja
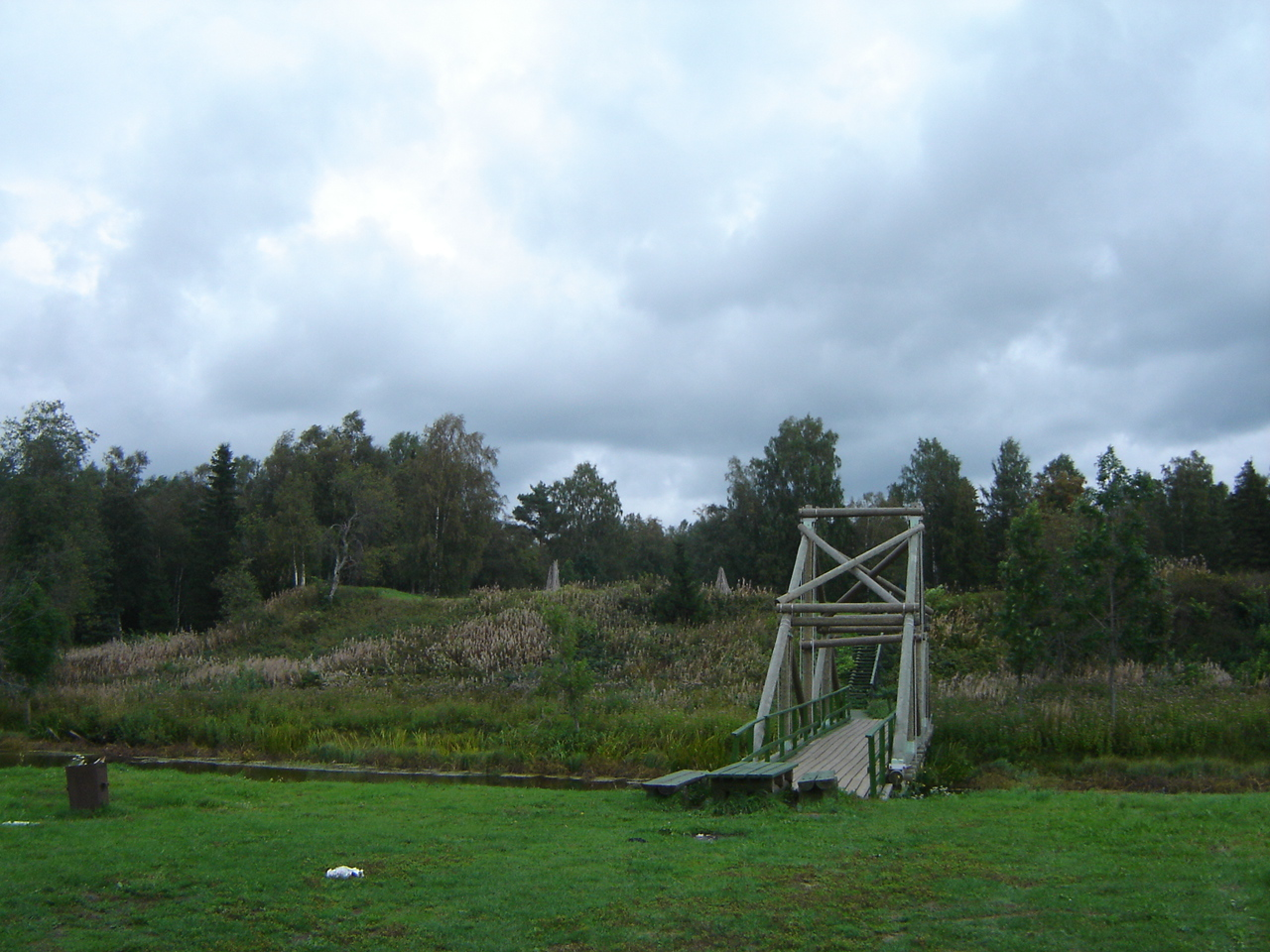
Lohu
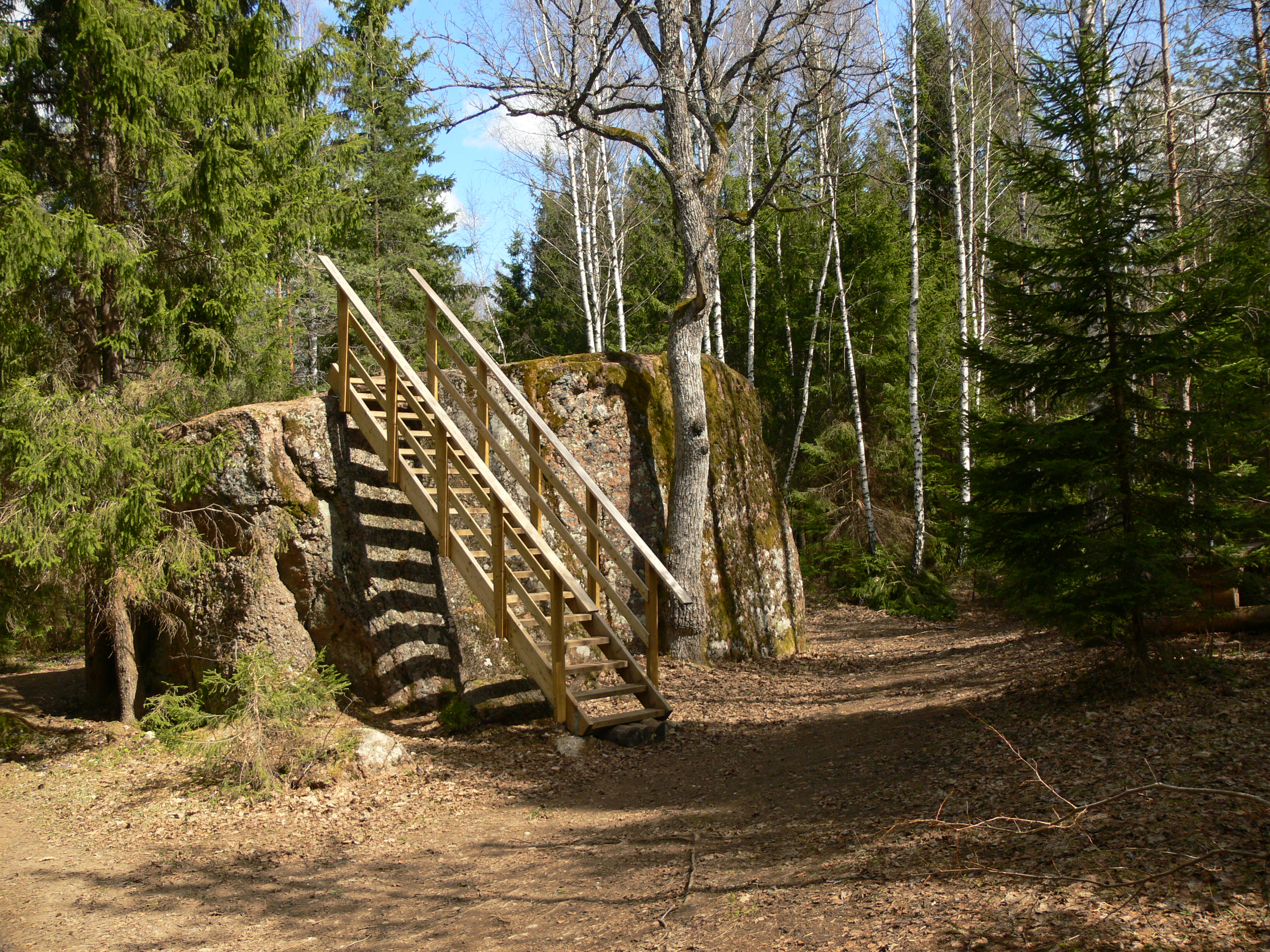
Pahkla